# 35-я гвардейская стрелковая дивизия
35-я гвардейская стрелковая Лозовская Краснознамённая орденов Суворова и Богдана Хмельницкого дивизия — воинское соединение РККА, принимавшее участие в Великой Отечественной войне.
Сокращённое наименование — 35 гв. сд.

## История
К октябрю 1941 года в Приволжском военном округе в городе Экгейм (в настоящее время c. Усатово Краснокутского района Саратовской области) был сформирован 8-й воздушно-десантный корпус (командир корпуса В. А. Глазков) в составе 17-й воздушно-десантной бригады (17-я вдбр, командир бригады Макаренко), 18-й вдбр (командир Герасимов) и 19-й вдбр (командир Котляров). К январю 1942 года 8-й вдк был передислоцирован в Московский военный округ и боевую подготовку это соединение заканчивало на территории Подмосковья. Зимой и весной 1942 года корпус в боевых действиях участия не принимал.
30 июля 1942 года в связи с серьёзным осложнением обстановки на советско-германском фронте 8-й вдк был преобразован в 35-ю гвардейскую стрелковую дивизию, при этом на базе 17-й вдбр был сформирован 100-й гвардейский стрелковый полк, 18-я и 19-я бригады стали 101-м и 102-м гвардейскими полками соответственно. Гвардейское звание присваивалось частям дивизии авансом. В августе дивизия убыла на Сталинградский фронт и вела бои на ближних подступах к Сталинграду, а затем в самом городе в составе 62-й (впоследствии 8-й гвардейской) армии. Гвардейцы дивизии были одними из первых защитников сталинградского элеватора.
27 сентября 1942 года дивизия была выведена с линии фронта и отправлена на переформирование в Саратовскую область. В декабре этого же года участвовала в операции «Малый Сатурн», в ходе которой на правом берегу Дона в районе Алексеево-Лозовский — Верхнечирская практически полностью была разгромлена 8-й итальянская армия.
1 ноября 1942 года включена в состав 4-й гв. ск 4-й резервной армии (Резерв Ставки ВГК). С 1 декабря 1942 года в составе 1-й гвардейской армии Юго-Западного фронта.
В январе — феврале 1943 года дивизия участвовала в наступлении на донбасском направлении. Освободив город Старобельск, вышла на реку Северский Донец. 11 февраля 1943 года освободила станцию Лозовая, Новомосковск, Синельниково, сражалась в окружении, прорвалась. За эти бои награждена орденом Красного Знамени, который был вручён дивизии 23 июня 1943 года командующим 6-й армией генерал-лейтенантом И. Т. Шлеминым. Приказом Верховного главнокомандующего удостоена почётного наименования «Лозовская».
После доукомплектации вновь принимала участие в боевых действиях. Наступала на город Барвенково, освободив его. В сентябре 1943 года форсировала Днепр и вела бои на плацдарме, участвовала в Никопольской операции. 1 ноября вместе с 4-м гв. ск включена в состав 8-й гвардейской армии 3-го Украинского фронта. В составе этой армии участвовала в освобождении Николаевской области. На территории области освобождала сёла Троицко-Сафоново, Христофоровку, Скобелево, Весёлый Кут, Марьяновку, Воля, Новоочаков, Малеевку, Лоцкино, Н. Владимировну, Збировку, х. Травень. Награждена орденом Суворова II степени.
С 16 марта дивизия двигалась во втором эшелоне через Н. Григорьевку, Марьяновку, Кандыбино. Скоблик. 19 марта наступала на Гурьевку и Н. Матвеевское. 25 марта из Себино совершила марш на Терновку. 29 марта переправилась через Южный Буг и сосредоточилась в коммуне Джон Рид. Затем наступала на Одессу, участвовала в её освобождении. За мужество личного состава, проявленное в этих боях, награждена орденом Богдана Хмельницкого II степени.
До июня 1944 года вела бои на Днестре, затем переведена на 1-й Белорусский фронт. Выйдя к городу Ковелю, форсировала Западный Буг, вела бои на территории Польши и Германии. В январе 1945 года участвовала в освобождении города Гнезно (Польша). 19 февраля 1945 года 100-му гвардейскому стрелковому полку приказом Верховного главнокомандующего № 028 было присвоено почётное наименование «Гнезненский». 12 марта 1945 года дивизия штурмом овладела крепостью Кюстрин (ныне польский город Костшин-над-Одрой). 5 апреля 1945 года приказом Верховного Главнокомандующего № 057 102-му гвардейскому стрелковому и 118-му гвардейскому артиллерийскому полкам было присвоено почётное наименование «Померанские». 16—19 апреля 1945 года дивизия сражалась на Зееловских высотах, участвовала в боях за взятие Берлина. 11 июня 1945 года приказом Верховного Главнокомандующего № 0111 101-му гвардейскому стрелковому полку было присвоено почётное наименование «Берлинский». Войну дивизия закончила в Берлине.
Расформирована в 1947 году.
Тысячи солдат и офицеров 35-й гвардейской стрелковой дивизии были награждены орденами и медалями. 22 из них стали Героями Советского Союза, а 29 солдат и сержантов — кавалерами ордена Славы трёх степеней.

## Награды и почётные наименования
- Почётное наименование «Лозовская» — в ознаменование одержанной победы и отличие в боях при освобождении города Лозовая. Приказ Верховного Главнокомандующего от 23 сентября 1943 года.
- Орден Красного Знамени — за образцовое выполнение боевых заданий командования на фронте борьбы с немецкими захватчиками (в контрнаступлении под Сталинградом и наступлении на донбасском направлении) и проявленные при этом доблесть и мужество. Указ Президиума Верховного Совета СССР от 31 марта 1943 года.[1]
- Орден Суворова II степени — за образцовое выполнение боевых заданий командования в боях с немецкими захватчиками при прорыве сильной обороны немцев на западном берегу реки Ингулец, за освобождение города Нового Буга и проявленные при этом доблесть и мужество. Указ Президиума Верховного Совета СССР от 19 марта 1944 года.[2]
- Орден Богдана Хмельницкого II степени — за образцовое выполнение боевых заданий командования в боях с немецкими захватчиками при освобождении города Одессы и проявленные при этом доблесть и мужество. Указ Президиума Верховного Совета СССР от 20 апреля 1944 года[3][4].

### Награды частей дивизии
- 100-й гвардейский стрелковый Гнезненский[5] Краснознамённый[6] ордена Суворова[7] полк
- 101-й гвардейский стрелковый Берлинский[8] Краснознамённый[6] ордена Кутузова[9] полк
- 102-й гвардейский стрелковый Померанский[10] Краснознамённый[6] орденов Суворова[7] и Кутузова[9] полк
- 118-й гвардейский артиллерийский Померанский[10] Краснознамённый[6] ордена Кутузова[7] полк
- 37-й отдельный гвардейский истребительно-противотанковый Померанский[10] орденов Богдана Хмельницкого[7] и Александра Невского[9] дивизион
- 38-й отдельный гвардейский сапёрный ордена Красной Звезды[7] батальон
- 151-й отдельный гвардейский ордена Красной Звезды[7] батальон связи

## Состав дивизии
- 100-й гвардейский стрелковый полк (командир - гв. подполковник Воинков, Александр Михайлович погиб 20 апреля 1945 г.); - гв. майор Постников, Алексей Николаевич (май 1945 года)[11]
- 101-й гвардейский стрелковый полк: командир - гвардии подполковник Андреев, Иван Андреевич (- август 1944 года - до конца войны)[12]
- 102-й гвардейский стрелковый полк: командир - гвардии полковник Казаков, Иосиф Анатольевич (май 1945 года)[13]
- 65-й гвардейский артиллерийский полк (до 17.08.1942)
- 118-й (65-й) гвардейский артиллерийский полк
- 37-й отдельный гвардейский истребительно-противотанковый дивизион
- 39-я отдельная гвардейская зенитная артиллерийская батарея (до 20.4.1943)
- 34-я отдельная гвардейская разведывательная рота
- отдельный гвардейский учебный стрелковый батальон
- 38-й отдельный гвардейский сапёрный батальон
- 151-й (44-й) отдельный гвардейский батальон связи
- 502-й (36-й) медико-санитарный батальон
- 33-я отдельная гвардейская рота химической защиты
- 592-я (30-я) автотранспортная рота
- 625-я (33-я) полевая хлебопекарня
- 624-й (32-й) дивизионный ветеринарный лазарет
- 2190-я полевая почтовая станция
- 367-я полевая касса Госбанка[14]
- 43-й отдельный гвардейский пулемётный батальон (до 08.12.1942)

### Периоды вхождения в состав Действующей армии
- 10 августа 1942 — 27 сентября 1942 года
- 4 ноября 1942 — 7 июня 1944 года
- 15 июня 1944 — 9 мая 1945 года

## Командиры
- Глазков, Василий Андреевич, гвардии генерал-майор (август-сентябрь 1942)
- Дубянский, Василий Павлович, гвардии полковник (сентябрь-ноябрь 1942)
- Осташенко, Фёдор Афанасьевич, гвардии полковник (ноябрь-декабрь 1942)
- Кулагин, Иван Яковлевич, гвардии полковник, с 29 января 1943 года — гвардии генерал-майор (декабрь 1942-декабрь 1944)
- Григорьев, Николай Петрович, гвардии полковник (декабрь 1944-январь 1945)
- Смолин, Григорий Борисович, гвардии полковник (февраль 1945-до конца войны)
- Маслов, Василий Тимофеевич, гвардии генерал-майор (июль 1945-январь 1946)
- Заиюльев, Николай Николаевич, гвардии полковник (27 января 1946 — октябрь 1946)[15]

## Подчинение
| Дата            | Фронт (округ)         | Армия                                   | Корпус                             | Примечания |
| --------------- | --------------------- | --------------------------------------- | ---------------------------------- | --- |
| 05.08.1942 года | —                     | —                                       | —                                  | передислокация. сформирована на базе 8 ВДК 1-го формирования (20.10.41 — 05.08.42)                                        |
| 10.08.1942 года | Сталинградский фронт  | —                                       | —                                  | — |
| 11.08.1942 года | Юго-Восточный фронт   | 57-я армия                              | —                                  | — |
| 16.08.1942 года | Юго-Восточный фронт   | 62-я армия                              | —                                  | — |
| 18.08.1942 года | Юго-Восточный фронт   | —                                       | —                                  | — |
| 20.08.1942 года | Сталинградский фронт  | —                                       | —                                  | — |
| 21.08.1942 года | Юго-Восточный фронт   | —                                       | —                                  | — |
| 23.08.1942 года | Юго-Восточный фронт   | 62-я армия                              | —                                  | — |
| 28.09.1942 года | —                     | —                                       | —                                  | передислокация |
| 03.10.1942 года | Резерв Ставки ВГК     | 2-я резервная армия                     | —                                  | дислокация ст. Данилово Ярославская обл.                                                                                  |
| 10.10.1942 года | Резерв Ставки ВГК     | 2-я резервная армия                     | —                                  | дислокация ст. Аркадак Саратовская обл.                                                                                   |
| 04.11.1942 года | Юго-Западный фронт    | 1-я гвардейская армия 2-го формирования | 4-й гвардейский стрелковый корпус  | — |
| 03.12.1942 года | Юго-Западный фронт    | —                                       | 4-й гвардейский стрелковый корпус  | — |
| 09.12.1942 года | Юго-Западный фронт    | 1-я гвардейская армия 3-го формирования | 4-й гвардейский стрелковый корпус  | — |
| 18.02.1943 года | Юго-Западный фронт    | 6-я армия                               | 4-й гвардейский стрелковый корпус  | — |
| 08.07.1943 года | —                     | —                                       | —                                  | подчинение 35 гв сд с 05.08.1942 г. по 08.07.1943 г. взято из справочника Центрального архива Министерства Обороны (ЦАМО) |
| 20.08.1943 года | ?                     | 6-я армия                               | 26-й гвардейский стрелковый корпус | Афанасьев Н. И. От Волги до Шпрее: Боевой путь 35-й гвардейской стрелковой Лозовской Краснознамённой дивизии. стр. 115    |
| 23.10.1943 года | 3-й Украинский фронт  | 8-я гвардейская армия                   | 4-й гвардейский стрелковый корпус  | Афанасьев Н. И. От Волги до Шпрее: Боевой путь 35-й гвардейской стрелковой Лозовской Краснознамённой дивизии. стр. 132    |
| июнь1944 года   | —                     | —                                       | —                                  | передислокация |
| июнь1944 года   | 1-й Белорусский фронт | 8-я гвардейская армия                   | 4-й гвардейский стрелковый корпус  | Афанасьев Н. И. От Волги до Шпрее: Боевой путь 35-й гвардейской стрелковой Лозовской Краснознамённой дивизии. стр. 179    |
| 1947 год        | —                     | —                                       | —                                  | расформирована |

## Отличившиеся воины дивизии
Произведено награждений орденами СССР не меньше : 

- орден Ленина — 36
- орден Красного Знамени — 334
- орден Суворова II степени — 3
- орден Кутузова II степени — 1
- орден Богдана Хмельницкого II степени — 2
- орден Суворова III степени — 3
- орден Богдана Хмельницкого III степени — 33
- орден Александра Невского — 97
- орден Отечественной войны I степени — 641
- орден Отечественной войны II степени — 1361
- орден Красной Звезды — 2796
- орден Славы I степени — 29
- орден Славы II степени- 229
- орден Славы III степени — 1783

(Данные о награждениях взяты из Указов Президиума Верховного совета СССР,приказов 35 гвардейской стрелковой дивизии, 4 гвардейского стрелкового корпуса, 26 гвардейского стрелкового корпуса, 6 армии, 8 гвардейской армии,1 Белорусского фронта, Юго-Западного фронта, 3 Украинского фронта,Донского фронта,Группы советских оккупационных войск в Германии, размещённых на сайте "Электронный банк документов «Подвиг народа в Великой Отечественной войне 1941—1945 гг» Министерства обороны РФ).

### Герои Советского Союза
- Агафонов, Яков Михайлович, гвардии майор, командир стрелкового батальона 101 гвардейского стрелкового полка. Указ Президиума Верховного Совета СССР от 27.02.1945 года. Медаль «Золотая Звезда» № 7204.
- Бабаев, Батыр Давранович, гвардии старший лейтенант, командир батареи 118 гвардейского артиллерийского полка. Указ Президиума Верховного Совета СССР от 31.05.1945 года. Медаль «Золотая Звезда» № 6984.
- Белявский, Семён Логвинович, гвардии лейтенант, командир стрелкового взвода 100 гвардейского стрелкового полка. Указ Президиума Верховного Совета СССР от 24.03.1945 года.
- Бердников, Гавриил Васильевич, гвардии старший лейтенант, командир стрелкового батальона 100 гвардейского стрелкового полка. Указ Президиума Верховного Совета СССР от 24.03.1945 года.
- Василенко, Константин Петрович, гвардии младший лейтенант, командир стрелкового взвода 102 гвардейского стрелкового полка. Указ Президиума Верховного Совета СССР от 24.03.1945 года. Медаль «Золотая Звезда» № 5799.
- Величай, Михаил Лукич, гвардии майор, заместитель командира полка по политической части 100 гвардейского стрелкового полка. Указ Президиума Верховного Совета СССР от 22.02.1944 года. Звание присвоено посмертно.
- Галимов, Вахит Газизович, гвардии старший сержант, снайпер 100 гвардейского стрелкового полка. Указ Президиума Верховного Совета СССР от 22.02.1944 года. Звание присвоено посмертно.
- Герасимов, Иннокентий Петрович, политрук, военный комиссар роты противотанковых ружей 101 гвардейского стрелкового полка. Указ Президиума Верховного Совета СССР от 05.11.1942 года. Медаль «Золотая Звезда» № 757.
- Денисов, Иван Фёдорович, гвардии лейтенант, командир взвода автоматчиков 102 гвардейского стрелкового полка. Указ Президиума Верховного Совета СССР от 34.03.1945 года.
- Дорофеев, Иван Николаевич, гвардии лейтенант, командир пулемётного взвода 100 гвардейского стрелкового полка. Указ Президиума Верховного Совета СССР от 24.03.1945 года. Медаль «Золотая Звезда» № 6486.
- Ерошкин, Валентин Кириллович, гвардии старший сержант, сапёр 100 гвардейского стрелкового полка. Указ Президиума Верховного Совета СССР от 24.03.1945 года. Медаль «Золотая Звезда» № 6662.
- Земсков, Михаил Яковлевич, гвардии майор, командир 1 стрелкового батальона 100 гвардейского стрелкового полка. Указ Президиума Верховного Совета СССР от 24.03.1945 года.
- Ибаррури, Рубен Руис, гвардии старший лейтенант, командир пулемётной роты отдельного стрелкового учебного батальона. Указ Президиума Верховного Совета СССР от 22.08.1956 года. Умер от ран 3 сентября 1942 года. Звание присвоено посмертно.
- Калинин, Иван Николаевич, гвардии сержант, командир стрелкового отделения 101 гвардейского стрелкового полка. Указ Президиума Верховного Совета СССР от 03.06.1944 года.
- Киселёв, Владимир Александрович, гвардии майор, командир стрелкового батальона 101 гвардейского стрелкового полка. Указ Президиума Верховного Совета СССР от 27.02.1945 года. Медаль «Золотая Звезда» № 5949.
- Котляр, Иван Фёдорович, гвардии старший лейтенант, командир стрелковой роты 100 гвардейского стрелкового полка. Указ Президиума Верховного Совета СССР от 24.03.1945 года. Звание присвоено посмертно.
- Купчин, Григорий Трофимович, гвардии лейтенант, командир стрелковой роты 102 гвардейского стрелкового полка. Указ Президиума Верховного Совета СССР от 24.03.1945 года. Погиб в бою 14.02.1945 года..
- Макаев, Цахай Макашарипович, гвардии старший сержант, командир орудия 37 отдельного гвардейского истребительно-противотанкового дивизиона. Указ Президиума Верховного Совета СССР от 15.05.1946 года. Медаль «Золотая Звезда» № 744.
- Петров, Алексей Васильевич, гвардии майор, командир 102 гвардейского стрелкового полка. Указ Президиума Верховного Совета СССР от 24.03.1945 года. Звание присвоено посмертно.
- Полищук, Иван Михайлович, гвардии майор, командир 100 гвардейского стрелкового полка. Указ Президиума Верховного Совета СССР от 22.02.1944 года. Звание присвоено посмертно.
- Поцелуев, Иван Николаевич, гвардии старший лейтенант, командир роты автоматчиков 101 гвардейского стрелкового полка. Указ Президиума Верховного Совета СССР от 03.06.1944 года. Медаль «Золотая Звезда» № 3447
- Кириченко, Михаил Михайлович, гвардии майор, заместитель командира стрелкового батальона 100-го гвардейского стрелкового полка. Указ Президиума Верховного Совета СССР от 05.05.1991 года. Медаль «Золотая Звезда» № 11649[16].

### Кавалеры ордена Славы трёх степеней
- Андриенко, Николай Карпович, гвардии рядовой, стрелок 102 гвардейского стрелкового полка
- Бабенко, Василий Сергеевич, гвардии сержант, радист роты связи 102 гвардейского стрелкового полка
- Баранник, Алексей Никифорович, гвардии младший сержант, разведчик батареи 120-мм миномётов 102 гвардейского стрелкового полка
- Берлов, Иван Тихонович, гвардии сержант, командир сапёрного отделения 102 гвардейского стрелкового полка
- Гаркуша, Николай Васильевич, гвардии сержант, командир отделения 38 отдельного гвардейского сапёрного батальона
- Гелевера, Евмен Дмитриевич, гвардии сержант, командир отделения сапёрного взвода 101 гвардейского стрелкового полка
- Добрица, Василий Иванович, гвардии рядовой, сапёр-разведчик 101 гвардейского стрелкового полка
- Дронов, Илья Гаврилович, гвардии рядовой, сапёр сапёрного взвода 101 гвардейского стрелкового полка
- Ермаков, Николай Егорович, гвардии рядовой, разведчик 34 отдельной гвардейской разведывательной роты
- Жигулин, Пётр Петрович, гвардии младший сержант, наводчик 120-мм миномётной батареи 102 гвардейского стрелкового полка
- Зырянов, Пётр Иванович, гвардии ефрейтор, сапёр 38 отдельного гвардейского сапёрного батальона
- Кликушин, Александр Павлович, гвардии сержант, наводчик 76-мм орудия 100 гвардейского стрелкового полка
- Клочков, Николай Емельянович, гвардии рядовой, сапёр 101 гвардейского стрелкового полка
- Лелека, Лука Степанович, гвардии сержант, разведчик 100 гвардейского стрелкового полка
- Лухнев, Павел Степанович, гвардии младший сержант, командир отделения разведки 118 гвардейского артиллерийского полка
- Лысенко, Алексей Игнатович, гвардии сержант, командир расчёта 76-мм пушки 100 гвардейского стрелкового полка
- Лыфарь, Николай Моисеевич, гвардии сержант, начальник радиостанции роты связи 100 гвардейского стрелкового полка
- Ляхивский, Григорий Григорьевич, гвардии сержант, командир отделения 100 гвардейского стрелкового полка
- Морозов, Дмитрий Алексеевич, гвардии сержант, начальник радиостанции 102 гвардейского стрелкового полка
- Нечепорчукова(Наздрачёва), Матрёна Семёновна, гвардии старший сержант, санитарный инструктор роты 100 гвардейского стрелкового полка
- Петрукович, Алексей Степанович, гвардии старшина, командир взвода пешей разведки 100 гвардейского стрелкового полка.
- Потапов, Александр Матвеевич, гвардии рядовой, наводчик 82-мм миномёта 101 гвардейского стрелкового полка
- Семёнов Григорий Трофимович, гвардии старший сержант, разведчик 34 отдельной гвардейской разведывательной роты
- Сергеев, Михаил Афанасьевич, гвардии старшина, старшина батареи 120-мм миномётов 102 гвардейского стрелкового полка
- Тарасенко, Виктор Дмитриевич, гвардии рядовой, сапёр 101 гвардейского стрелкового полка
- Чайковский, Александр Михайлович, гвардии младший сержант, разведчик 101 гвардейского стрелкового полка
- Череватый, Николай Васильевич, гвардии сержант, командир отделения автоматчиков 101 гвардейского стрелкового полка
- Шевченко, Пётр Сергеевич, гвардии старшина, командир отделения 38 отдельного гвардейского сапёрного батальона
- Щетинин, Прокопий Дмитриевич, гвардии рядовой, сапёр сапёрного взвода 101 гвардейского стрелкового полка[17].